# Betapolyomavirus hominis
Espèce
Betapolyomavirus hominis, anciennement le virus BK, est un membre de la famille des polyomaviridae. Il a été extrait pour la première fois en 1971 de l'urine d'un patient transplanté du rein, dont les initiales étaient B. K..